# Philip Larkin

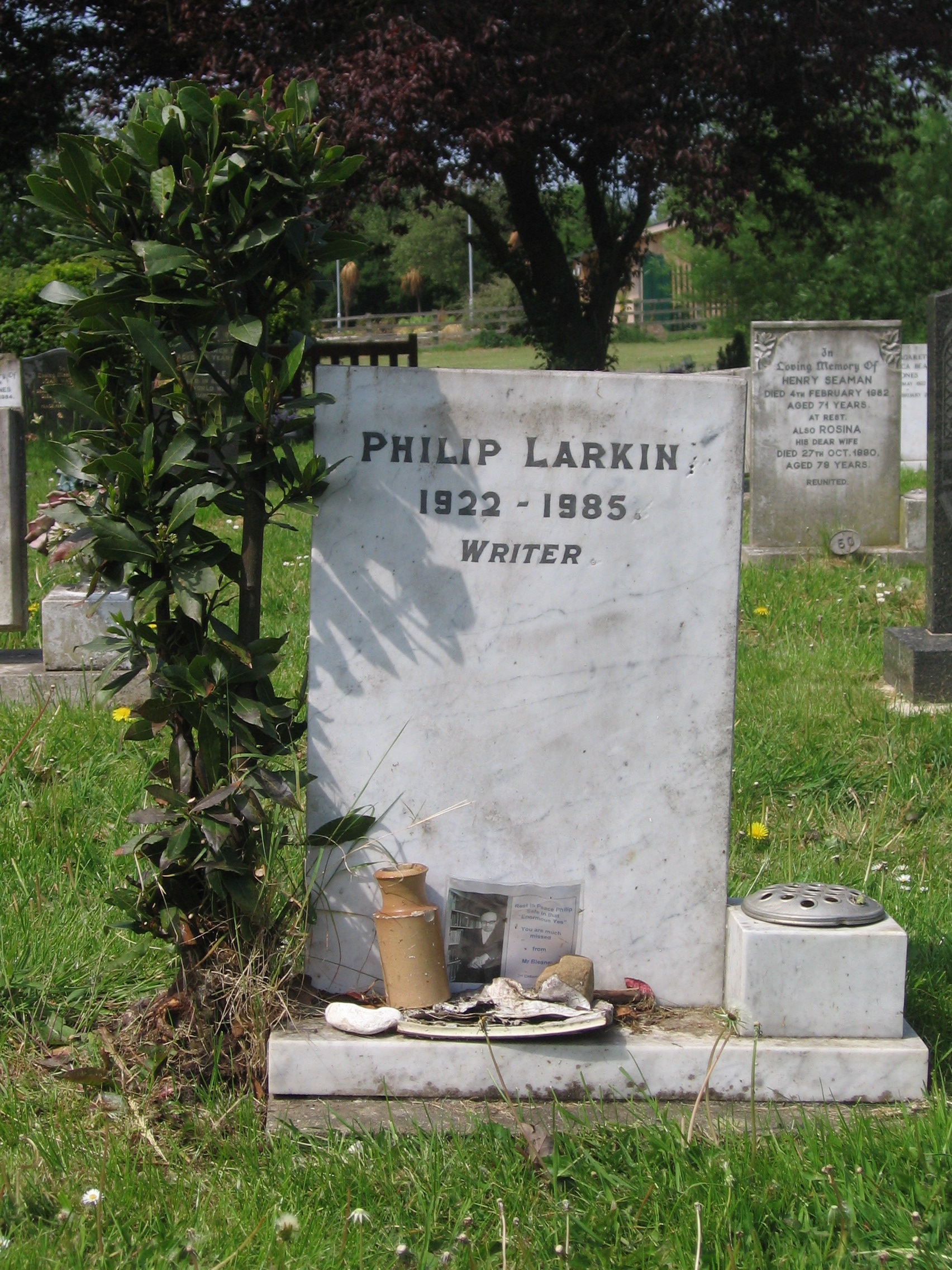
Nagrobek Philipa Larkina na cmentarzu w Cottingham, East Riding of Yorkshire

Philip Arthur Larkin (ur. 9 sierpnia 1922, zm. 2 grudnia 1985) – angielski poeta, pisarz i krytyk jazzowy.

## Życiorys
Urodził się w Coventry, gdzie spędził dzieciństwo i młodość. Studiował na Uniwersytecie Oksfordzkim, który ukończył w 1943. Począwszy od tego roku, pracował jako bibliotekarz w wielu renomowanych uczelniach brytyjskich.
Jego wczesne prace pokazują fascynację osiągnięciami Williama Butlera Yeatsa, ale w późniejszym czasie znaczny wpływ na jego poezję miał Thomas Hardy. W swoich wierszach często używał przekleństw i słów niecenzuralnych, zazwyczaj jednak korzystając z przestarzałych i archaicznych słów. Częstym tematem przewijającym się w jego twórczości jest śmierć.
Po śmierci Johna Betjemana oferowano mu pozycję nadwornego poety (Poet Laureate), odmówił jednak przyjęcia zaszczytu, woląc pracować jako bibliotekarz.

## Twórczość

### Poezja
- The North Ship (1945)
- XX Poems (1953)
- The Fantasy Poets No. 21 (1954)
- The Less Deceived (1955)
  - "Church Going" (przeczytaj)
- The Whitsun Weddings (1964)
  - "The Whitsun Weddings" (przeczytaj)
  - "An Arundel Tomb" (przeczytaj)
  - "A Study of Reading Habits" (przeczytaj)
  - "Ambulances" (przeczytaj)
- High Windows (1974)
  - "Homage to a Government (przeczytaj)
  - "This Be The Verse"
  - "Annus Mirabilis" (przeczytaj)
  - "The Explosion" (przeczytaj)
- Collected Poems 1938–83 (1988)
  - "Aubade" (przeczytaj)
  - "Party Politics" (przeczytaj) (jego ostatni wiersz)

### Powieści
- Jill (1946). ISBN 0-87951-961-4
- A Girl in Winter (1947). ISBN 0-87951-217-2 (w polskim przekładzie jako "Zimowe królestwo")
- "Trouble at Willow Gables" and Other Fiction 1943–1953 (pod pseudoninem "Brunette Coleman"). ISBN 0-571-20347-7

### Inne
- All What Jazz: A Record Diary 1961–71
- Required Writing: Miscellaneous Pieces 1955–82
- The Oxford Book of Twentieth-Century English Verse (red.) (1973)

### Przekłady na język polski
- Philip Larkin Zebrane. Mniej oszukani, Wesela w Zielone Świątki i Wysokie okna, przekł. Jacek Dehnel, Biuro Literackie, Wrocław 2008, ISBN 978-83-60602-55-3
- Philip Larkin 44 wiersze, przekł. Stanisław Barańczak, Arka, Kraków 1991, ISBN 83-85123-64-4
- Philip Larkin Zimowe królestwo, przekł. Jacek Dehnel, Biuro Literackie, Stronie Śląskie 2017, ISBN 978-83-65125-70-5

### Książki o Philipie Larkinie
- Jerzy Jarniewicz Larkin. Odsłuchiwanie wierszy, SIW Znak, Kraków 2006, ISBN 83-240-0722-9
- Katarzyna Szymańska, Larkina portret zwielokrotniony. O dwóch polskich przekładach brytyjskiego poety, Wydawnictwo Naukowe Semper, Warszawa 2012, ISBN 978-83-7507-148-1